# Noritada Saneyoshi
Noritada Saneyoshi (實好 礼忠 Saneyoshi Noritada?, nacido el 19 de octubre de 1972 en Ainan, Minamiuwa, Ehime) es un exfutbolista japonés. Jugaba de defensa y su último club fue el Gamba Osaka de Japón.

## Trayectoria

### Clubes
| Club        | País  | Año         |
| ----------- | ----- | ----------- |
| Gamba Osaka | Japón | 1995 - 2007 |

## Palmarés

### Títulos nacionales
| Título         | Club        | País  | Año  |
| -------------- | ----------- | ----- | ---- |
| J1 League      | Gamba Osaka | Japón | 2005 |
| Copa J. League | Gamba Osaka | Japón | 2007 |